# 비에 젖은 입술
"비에 젖은 입술"은 1974년에 개봉한 대한민국의 영화이다. 

## 캐스팅
- 남궁원 : 협 역
- 김수아
- 유장현
- 최남현
- 이승옥
- 전숙
- 추봉
- 김기종
- 현주
- 이예성
- 이예민
- 김승남
- 임성포
- 안진수
- 나갑성
- 임성진
- 윤일주
- 홍윤정
- 이현숙
- 백영숙
- 주희